# 도쓰카정 (가나가와현)
도쓰카정(일본어: 戸塚町)은 1889년 4월 1일부터 1939년 4월 1일까지 존재했던 일본 가나가와현 가마쿠라군의 정이다.

## 지리
가나가와현 가마쿠라군 중부의 정이며, 현재의 가나가와현 요코하마시 도쓰카구의 중부에 해당한다.

## 역사

### 연혁
- 1889년 4월 1일 - 정촌제 시행과 함께 도쓰카주쿠(도쓰카정, 요시다정, 야베정)가 정으로 승격하였다.
- 1939년 4월 1일 - 요코하마시에 편입하였고, 동일 도쓰카정은 소멸과 동시에 같은 날에 설치된 도쓰카구의 일부가 되었다.

## 교통

### 철도
- 철도성(현:동일본 여객철도) 도카이도 본선

### 도로
- 도카이도 (현  국도 제1호선

## 참고 문헌
- 角川日本地名大辞典編纂委員会,『角川日本地名大辞典 神奈川県』1984, 角川書店